# CA Estudantes Paulista
CA Estudantes Paulista was een Braziliaanse voetbalclub uit de stad São Paulo.

## Geschiedenis
De club ontstond op 2 juni 1937 door een fusie tussen Paulista en Estudantes. Een dikke week na de oprichting speelde de club de eerste officiële wedstrijd tegen Santos en won deze wedstrijd met 3-2. De club eindigde uiteindelijk op de vierde plaats in het staatskampioenschap. De club maakte in 1938 een reis naar Chili en Peru. De ondernemer die de reis plande verdween echter met het geld, waardoor de club bijna failliet ging. De club werd opgeslorpt door São Paulo FC.